# Charles Lennox (1er duc de Richmond)
Pour les articles homonymes, voir Charles Lennox et Lennox.
Charles (Ier) Lennox (29 juillet 1672 – 27 mai 1723), 1er duc de Richmond, Lennox et Aubigny, est le fils illégitime de Charles II d'Angleterre et de sa maîtresse Louise Renée de Penancoët de Keroual, duchesse de Portsmouth.
Lennox est créé duc de Richmond, comte de March et baron Settrington dans la pairie d'Angleterre le 9 août 1675, et duc de Lennox, comte de Darnley et lord of Torbolton dans la pairie d'Écosse, le 9 septembre 1675. Il est fait chevalier de la Jarretière en 1681. Il est nommé Lord High Admiral d'Écosse, entre 1701 et 1705, quand Lennox renonce à toutes ses terres écossaises et ses postes. 
Il faisait partie d'une loge maçonnique dans le Chichester en 1696, et il est donc l'un des rares francs-maçons du XVIIe siècle.

## Famille
Il épouse le 8 janvier 1692 Anne Brudenell (décédée le 9 décembre 1722), fille de François, baron de Brudenell, avec qui il a trois enfants :
- Lady Louisa Lennox (24 décembre 1694-15 janvier 1716), qui épouse James Berkeley, 3e comte de Berkeley ;
- Charles (II) Lennox, comte de March, 2e duc de Richmond et 2e duc de Lennox (Lady Diana est dans sa descendance) (voir à l'article consacré à sa mère Louise de Keroual d'autres personnalités issues de Charles Ier Lennox) ;
- Lady Anne Lennox, plus tard comtesse d'Albemarle par son mariage avec William Keppel (la reine Camilla est dans leur descendance).

Par sa maîtresse Jacqueline de Mézières il a :
- Renée Lennox (1709-1774), maîtresse de son cousin Charles Beauclerk, 2e duc de Saint-Albans.

## Cricket
Richmond est un mécène de cricket, qui est devenu un sport professionnel majeur, et fait beaucoup pour le développer dans le Sussex. Il est presque certain qu'il aurait été impliqué dans le premier grand match connu de cricket qui a eu lieu dans la saison 1697 et qui a été le premier à être signalé par la presse. Richmond a parrainé une équipe dans la saison 1702 face à une équipe d'Arundel.
Son fils Charles, le 2e duc, hérite de son intérêt pour le cricket et devient le patron des deux équipes de cricket du comté de Sussex et du Slindon Cricket Club.